# Friedrich Leitschuh
Friedrich Leitschuh (* 4. April 1837 in Münnerstadt; † 13. Dezember 1898 in Bamberg)  war ein deutscher Bibliothekar, Handschriftenforscher und Landeshistoriker.

## Leben
Der Sohn des Münnerstädter Gymnasialrektors Johann Alois Leitschuh studierte in Würzburg, Erlangen und München zunächst Theologie, wechselte dann zu Philologie und Geschichte und promovierte 1862. Nach einer Tätigkeit an der Universitätsbibliothek Würzburg wurde er 1874 zum Vorstand der Königlichen Bibliothek Bamberg ernannt. Neben der systematischen Aufstellung der Druckschriften und der Erschließung der Graphischen Sammlung Joseph Hellers ist der Katalog der Bamberger Handschriften, den sein Assistent und Nachfolger Hans Fischer 1912 vollenden konnte und von dem Fridolin Dreßler einen leicht verbesserten Nachdruck besorgte, noch heute ein unentbehrlicher Schlüssel zu diesem international bekannten Bestand, der im Kern auf die Stiftungen Heinrichs II. zurückgeht.
Sein Nachlass befindet sich in der Staatsbibliothek Bamberg.
Die „Leitschuh-Ruh“, ein Aussichtsplateau in der Nähe der Bamberger Altenburg, ist nach ihm benannt.
Sein Sohn Franz Friedrich (1865–1924) war Professor für Kunstgeschichte an der Universität Freiburg im Üechtland, sein Enkel Max (1889–1976) Direktor des Wilhelmsgymnasiums in München.

## Schriften (Auswahl)
- Die Entstehung der Mythologie und die Entwicklung der griechischen Religion nach Hesiods Theogonie: ein religionsphilosophischer Versuch. Stahel, Würzburg 1867.
- Zur Erinnerung an den hochwürdigen Herrn Johann Georg Münz: mit Portrait. Lentner, München 1868.
- Otto von Bodenlaube in seinen Liedern. Schachenmayer, Kissingen 1872.
- als Hrsg.: Anton Ruland. Gesammelte Schriften, Bd. 1: Predigten. Schmidt, Bamberg 1875.
- Joseph Heller (1798–1849) in seiner Bedeutung für die Kunstgeschichte. Vortrag gehalten am Geburtstage Heller’s 1876. Buchner, Bamberg 1876.
- Der gleichmässige Entwicklungsgang der griechischen und deutschen Kunst und Literatur: culturhistorische Studien. T. O. Weigel, Leipzig 1877.
- Beiträge zur Geschichte des Hexenwesens in Franken. Hübscher, Bamberg 1883.
- als Hrsg. mit Hans Fischer: Katalog der Handschriften der Königlichen Bibliothek zu Bamberg. Mehrere Teile. Buchner, Bamberg 1887–1906.
- Geschichte der Königlichen Bibliothek zu Bamberg nach der Säkularisation. Buchner, Bamberg 1894.
- Franz Ludwig von Erthal, Fürstbischof von Bamberg und Würzburg, Herzog von Franken: ein Charakterbild. Buchner, Bamberg 1894.
- Zur Geschichte des Bücherraubes der Schweden in Würzburg. In: Zentralblatt für Bibliothekswesen. Jahrgang 13, 1896, S. 104–113 (online).